# Jessica Czop
Jessica Czop (* 1. Juni 1986 in Philadelphia, Pennsylvania) ist eine US-amerikanische Schauspielerin.

## Karriere
Czop feierte ihr Fernsehdebüt im Jahr 2009 in der Fernsehserie It's Always Sunny in Philadelphia. Ihr Filmdebüt gab sie ein Jahr später in dem Drama Karma Road als verhaftete Polizistin. Ihre schauspielerischen Tätigkeiten in den Komödien Der Kautions-Cop und Woher weißt du, dass es Liebe ist fanden im Abspann keine Erwähnung. Im Jahr 2011 ist sie in dem Filmdrama Café als Studentin zu sehen, als Marry in der Horrorkomödie Calendar Girl und als Cody in dem Kurzfilm Espresso Anyone?. In dem Politdrama Game Change – Der Sarah-Palin-Effekt ist sie als Stylistin von Sarah Palin (dargestellt durch Julianne Moore) zu sehen. Derzeit steht sie für das Filmdrama Off-Time vor der Kamera, dass 2013 in die Kinos kommt.

## Filmografie (Auswahl)
- 2010: Der Kautions-Cop (The Bounty Hunter)
- 2010: Woher weißt du, dass es Liebe ist (How Do You Know)
- 2011: Espresso Anyone? (Kurzfilm)
- 2011: Calendar Girl
- 2012: Game Change – Der Sarah-Palin-Effekt (Game Change)